# Kevin White
Pour les articles homonymes, voir Kevin White (homonymie) et White.
(en) Statistiques sur pro-football-reference
Kevin White, né le 25 juin 1992 à Plainfield, est un joueur américain de football américain.
Wide receiver, il est sélectionné à la 7e place de la draft 2015 de la National Football League par les Bears de Chicago.

## Biographie

### Carrière universitaire
Il a joué avec les Mountaineers de l'Université de Virginie-Occidentale durant les saisons 2013 et 2014. Il réceptionne 109 passes pour 1 447 yards et 10 touchdowns à sa deuxième saison universitaire.

### Carrière professionnelle
Il est choisi par les Bears de Chicago au 7e rang lors du premier tour de la draft 2015 de la NFL. Il se fracture toutefois le tibia en vue du camp d'entraînement des Bears et manque toute la saison 2015.
Il fait ses débuts sur le terrain lors de la saison 2016. Lors du quatrième match du calendrier, il se blesse à la même jambe, mais au niveau du péroné, le faisant manquer le restant de la saison. La saison suivante, il n'est toujours pas épargné par les blessures, se fracturant la clavicule lors du premier match du calendrier régulier. Il parvient à rester en santé lors de la saison 2018, mais ne prend part qu'à neuf parties, tous comme joueur de relève, pour quatre réceptions.
Après n'avoir débuté que 5 parties pour un total de 25 réceptions, il signe pour un an avec les Cardinals de l'Arizona.